# Tapani Kuningas
Tapani Kuningas (ngày 25 tháng 12 năm 1945, Ruotsinpyhtää – ngày 20 tháng 12 năm 2009, Jämsä) là nhà nghiên cứu UFO và nhà văn phi hư cấu người Phần Lan. Kuningas là một trong những thành viên sáng lập kiêm chủ tịch của Hiệp hội Nhà UFO học Phần Lan (Suomen Ufotutkijat ry). Ông còn là tổng biên tập của tạp chí Ultra chuyên đăng thông tin về UFO và biên giới nói chung, và là Giám đốc điều hành của nhà xuất bản Kustannus Oy Rajatieto, nơi xuất bản tạp chí này.

## Sự nghiệp
Kuningas chào đời trong chuyến đi sơ tán chiến tranh của gia đình vào cuối năm 1945 và trải qua thời thơ ấu ở Luumäki. Sau khi tốt nghiệp trung học, ông nhập học Đại học Khoa học Xã hội Tampere chuyên ngành giáo dục người lớn và chính trị quốc tế nhưng đã dừng việc học lại khi mối quan tâm đến UFO biến thành công việc trọn đời. Để yên tâm làm việc, cả nhà ông chuyển từ Tampere đến sinh sống tại làng Kylämä thuộc thành phố Kuhmoinen vốn là nơi gầy dựng cả một công ty xuất bản, tòa soạn tạp chí và trung tâm thông tin biên giới.
Kuningas được mời làm tổng biên tập tạp chí Ufoaika mới ra mắt vào năm 1972. Năm 1974, tên của tạp chí này đổi thành Ultra và bắt đầu được nhà xuất bản Kustannus Oy Rajatieto ấn hành, Kuningas lên làm Giám đốc điều hành nhà xuất bản này. Bản thân khái niệm dữ liệu biên giới do chính Kuningas đề ra. Về sau, khi mà thông tin biên giới mang những ý nghĩa không mong muốn, ông đề xuất một thuật ngữ mới mang tên "thông tin biên giới không giới hạn".
Năm 1973, Kuningas cùng vợ tên là Arja chuyển từ trung tâm Tampere đến đến một ngôi nhà gỗ cũ ở Kylämä, Kuhmoinen, bên cạnh đó một tòa nhà mới dành cho tòa soạn và thư viện của Ultra chẳng mấy chốc đã mọc lên. Những mối liên hệ với quốc tế vẫn được duy trì thông qua các chuyến đi của nhóm độc giả Ultra do Kuningas dẫn đầu tới Hội chợ Thông tin Biên giới Luân Đôn. Ý tưởng tổ chức hội chợ kiểu này truyền sang Phần Lan vào năm 1983, và Hội chợ Tinh thần và Tri thức kể từ đó đã biến thành một sự kiện định kỳ trong nước.
Kuningas vốn chẳng có chút trải nghiệm cá nhân nào về UFO trong suốt cuộc đời, điều này không hề làm giảm đi sự nhiệt tình của ông đối với hoạt động nghiên cứu về lĩnh vực này. "Bằng chứng cuối cùng có thể đến bất cứ lúc nào", ông nói trong một cuộc phỏng vấn trên tạp chí Aamulehti năm 2001, "hoặc họ có thể không bao giờ đến đây. Tiếp xúc từ một nền văn minh cao hơn vẫn sẽ là một cú sốc kinh hoàng đối với nhân loại ngay cả bây giờ. Có lẽ người ta mong rằng loài người chúng ta sẽ tự tìm thấy họ bằng chính nỗ lực của riêng mình".

## Tác phẩm
- Ufoja Suomen taivaalla, 1970
- Ufojen jäljillä: uusimmat ufo-havainnot Suomesta ja muualta, 1971
- Operaatio ufo: 25 vuotta lentäviä lautasia sanomalehtien sivuilla, 1972
- Muukalaisia ja humanoideja – suomalaisia havaintoja, 1973
- 100 ufoa Suomessa, 1994 (yhdessä Teuvo E. Laitisen ja Markku Löfmanin kanssa)